# Haplopeodes punctiscutellatus
Haplopeodes punctiscutellatus är en tvåvingeart som beskrevs av Mitsuhiro Sasakawa 1994. Haplopeodes punctiscutellatus ingår i släktet Haplopeodes och familjen minerarflugor. Inga underarter finns listade i Catalogue of Life.